# 忘れないで〜Live at OKINAWA ’05〜
「忘れないで〜Live at OKINAWA ’05〜」（わすれないで…）は、Kiroroの16枚目のシングル。2005年10月21日発売。発売元はビクターエンタテインメント。

## 解説
表題曲はライブ音源。スタジオ録音バージョンは、アルバム『Wonderful Days』に収録されている。

## 収録曲
1. 忘れないで〜Live at OKINAWA '05〜
（作詞・作曲：玉城千春　編曲:Kiroro）
2. Beginning
（作詞・作曲：金城綾乃　編曲：Kiroro・石塚知生）